# Aga Khan
Aga Khan és el títol islàmic que porten els imams dels ismaïlites nizarites. És un títol utilitzat a l'Índia i a l'Àfrica oriental.
A l'inici era un títol honorífic de la cort qajar de Pèrsia. El primer que el va portar fou Hasan Ali Xa, que el 1817, després de l'assassinat del seu pare Khalil Allah, va obtenir el favor de la cort i es va casar amb una filla del xa. El 1838 es va revoltar a Kirman però fou derrotat i va fugir al Sind on va fer bons serveis al general Napier. Després es va instal·lar a Bombai, però a petició del govern persa fou expulsat a Calcuta fins que el 1848 va poder tornar a Bombai que va quedar establerta com a quarter general de la secta (excepte per un breu període, en què el quarter va passar a Bangalore).
Un conflicte sobre l'acció de l'imam va portar al famós judici de Sir Joseph Arnould de 1866 en què l'Aga Khan va rebre la raó. Durant el judici es va fer conèixer al món la pervivència de la secta dels ismaïlites, a Occident anomenats assassins i suposadament extints.
Hasan va morir el 1881 i li va succeir el seu fill Ali Xa mort el 1885; llavors va seguir el seu fill el Soldà Muhammad Xa, nascut el 2 de novembre de 1877). El 1910 va néixer l'hereu Ali, que fou un destacat líder polític pakistanès de la independència; es va casar amb l'actriu Rita Hayworth de qui es va divorciar el 1951; per això el 1957, a la mort del Soldà Muhammad Xa, el testament d'aquest instituïa hereu al seu net (fill d'Ali), Karim, que és l'actual Agha Khan, el quart que porta aquest títol i el de 49è imam ismaïlita.

## Llista dels aga Khan
| Títol                 | Nom                                        | Imatge      | Inici de mandat | Fi de mandat |
| --------------------- | ------------------------------------------ | ----------- | --------------- | ------------ |
| Aga Khan I 46è imam   | Hasan Ali Xa (1800-1881)                   |             | 1817            | 1881         |
| Aga Khan II 47è imam  | Aqa Ali Xa (vers 1830-1885)                | Aga Khan II | 1881            | 1885         |
| Aga Khan III 48è imam | Soldà Moḥammed Xa (1877-1957)              |             | 1885            | 1957         |
| Aga Khan IV 49è imam  | Príncep Karim Al Hussein Xa (1936-2025)    | Aga Khan IV | 1957            | 2025         |
| Aga Khan V 50è imam   | Príncep Rahim al-Hussaini (nascut el 1971) |             | 2025            |              |